# Songs from the Sparkle Lounge Tour
Songs from the Sparkle Lounge Tour – jedenasta trasa koncertowa grupy muzycznej Def Leppard, w jej trakcie odbyło się 113 koncertów.
1. 27 marca 2008 – Greensboro, Karolina Północna, USA – Greensboro Coliseum
2. 29 marca 2008 – Hollywood, Floryda, USA – Hard Rock Casino
3. 30 marca 2008 – Estero, Floryda, USA – Germain Arena
4. 1 kwietnia 2008 – Greenville, Karolina Południowa, USA – Bi-Lo Center
5. 3 kwietnia 2008 – Reading, Pensylwania, USA – Sovereign Center
6. 4 kwietnia 2008 – Atlantic City, New Jersey, USA – Borgata Events Center
7. 6 kwietnia 2008 – Manchester, New Hampshire, USA – Verizon Wireless Arena
8. 8 kwietnia 2008 – Uncasville, Connecticut, USA – Mohegan Sun Arena
9. 9 kwietnia 2008 – Providence, Rhode Island, USA – Dunkin' Donuts Center
10. 22 kwietnia 2008 – Nampa, Idaho, USA – Idaho Center
11. 23 kwietnia 2008 – Spokane, Waszyngton, USA – Spokane Arena
12. 25 kwietnia 2008 – Paradise, Nevada, USA – Pearl Concert Theater
13. 26 kwietnia 2008 – San Diego, Kalifornia, USA – Cricket Wireless Amphitheatre
14. 27 kwietnia 2008 – San Jacinto, Kalifornia, USA – Soboba Casino Arena
15. 21 maja 2008 – Sandnes, Norwegia – Classic Rock Festival
16. 23 maja 2008 – Halden, Norwegia – Fredriksten
17. 24 maja 2008 – Trondheim, Norwegia - Torvet Market Square
18. 4 czerwca 2008 – Helsinki, Finlandia – Helsinki Ice Hall
19. 6 czerwca 2008 – Sölvesborg, Szwecja – Sweden Rock Festival
20. 8 czerwca 2008 – Królewiec, Rosja – Lotnisko Chrabrowo
21. 9 czerwca 2008 – Wilno, Litwa – Siemens Arena
22. 11 czerwca 2008 – Tallinn, Estonia – Saku Suurhall
23. 14 czerwca 2008 – Middelfart, Dania – Rock Under Broen
24. 15 czerwca 2008 – Nijmegen, Holandia – Arrow Rock Festival
25. 17 czerwca 2008 – Glasgow, Szkocja – SEC Centre
26. 18 czerwca 2008 – Birmingham, Anglia – The Resorts World Arena
27. 20 czerwca 2008 – Manchester, Anglia – Manchester Arena
28. 21 czerwca 2008 – Belfast, Irlandia Północna – Odyssey Arena
29. 23 czerwca 2008 – Sheffield, Anglia – Sheffield Arena
30. 24 czerwca 2008 – Newcastle, Anglia – Metro Radio Arena
31. 26 czerwca 2008 – Londyn, Anglia – Wembley Arena
32. 27 czerwca 2008 – Dessel, Belgia – Graspop Meeting Festival
33. 1 lipca 2008 – Pireus, Grecja – Stadion im. Jeorjosa Karaiskakisa
34. 3 lipca 2008 – Tirana, Albania – Stadiumi Kombëtar „Qemal Stafa”
35. 4 lipca 2008 – Sofia, Bułgaria – Stadion Akademik
36. 6 lipca 2008 – Stambuł, Turcja – Masstival
37. 7 lipca 2008 – Bukareszt, Rumunia – Romexpo
38. 10 lipca 2008 – Vizovice, Czechy – Masters of Rock
39. 14 lipca 2008 – Cardiff, Walia – Cardiff International Arena
40. 15 lipca 2008 – Liverpool, Anglia – Echo Arena
41. 17 lipca 2008 – Nottingham, Anglia – Trent FM Arena
42. 30 lipca 2008 – Hidalgo, Teksas, USA – Dodge Arena
43. 1 sierpnia 2008 – Nashville, Tennessee, USA – Sommet Center
44. 2 sierpnia 2008 – Birmingham, Alabama, USA – Verizon Wireless Music Center
45. 3 sierpnia 2008 – Biloxi, Missisipi, USA – Mississippi Coast Coliseum
46. 6 sierpnia 2008 – Hamilton, Kanada – Copps Coliseum
47. 7 sierpnia 2008 – London, Kanada – John Labatt Centre
48. 9 sierpnia 2008 – Quebec, Kanada – Colisée Pepsi
49. 10 sierpnia 2008 – Ottawa, Kanada – Scotiabank Place
50. 13 sierpnia 2008 – Winnipeg, Kanada – MTS Centre
51. 15 sierpnia 2008 – Grand Rapids, Michigan, USA – Van Andel Arena
52. 16 sierpnia 2008 – Des Moines, Iowa, USA – Iowa State Fair
53. 17 sierpnia 2008 – Omaha, Nebraska, USA – Qwest Center
54. 20 sierpnia 2008 – Fort Wayne, Indiana, USA – Allen County War Memorial Coliseum
55. 21 sierpnia 2008 – Dayton, Ohio, USA – Ervin J. Nutter Center
56. 23 sierpnia 2008 – Detroit, Michigan, USA – Joe Louis Arena
57. 24 sierpnia 2008 – Syracuse, Nowy Jork, USA – State Fair Grounds
58. 9 października 2008 – Detroit, Michigan, USA – Fox Theatre
59. 23 października 2008 – Tokio, Japonia – Nippon Budōkan
60. 24 października 2008 – Tokio, Japonia - Nippon Budokan
61. 27 października 2008 – Osaka, Japonia – Osaka-jo Hall
62. 28 października 2008 – Nagoja, Japonia – Nagoya Rainbow Hall
63. 31 października 2008 – Perth, Australia – Members Equity Stadium
64. 2 listopada 2008 – Adelaide, Australia – Adelaide Entertainment Centre
65. 3 listopada 2008 – Melbourne, Australia – Rod Laver Arena
66. 5 listopada 2008 – Sydney, Australia – Acar Arena
67. 6 listopada 2008 – Newcastle, Australia – Newcastle Entertainment Centre
68. 8 listopada 2008 – Brisbane, Australia – Brisbane Entertainment Centre
69. 10 listopada 2008 – Wollongong, Australia – WIN Entertainment Centre
70. 11 listopada 2008 – Canberra, Australia – AIS Arena
71. 14 listopada 2008 – Auckland, Nowa Zelandia – Vector Arena
72. 12 czerwca 2009 – Dublin, Irlandia – O2 Arena
73. 14 czerwca 2009 – Castle Donington, Anglia – Download Festival
74. 23 czerwca 2009 – Camden, New Jersey, USA – Susquehanna Bank Center
75. 25 czerwca 2009 – Cleveland, Ohio, USA – Blossom Music Center
76. 26 czerwca 2009 – Darien, Nowy Jork, USA – Darien Lake Performings Arts Center
77. 28 czerwca 2009 – Scranton, Pensylwania, USA – Toyota Pavillion at Montage Mountain
78. 30 czerwca 2009 – Boston, Massachusetts, USA – Comcast Center for the Performings Arts
79. 1 lipca 2009 – Holmdel, New Jersey, USA – PNC Bank Arts Center
80. 3 lipca 2009 – Saratoga Springs, Nowy Jork, USA – Saratoga Performings Arts Center
81. 4 lipca 2009 – Toronto, Kanada – Molson Amphitheatre
82. 7 lipca 2009 – Hartford, Connecticut, USA – New England Dodge Music Center
83. 8 lipca 2009 – Wantagh, Nowy Jork, USA – Nikon at Jones Beach Theater
84. 10 lipca 2009 – Pittsburgh, Pensylwania, USA – Post-Gazette Pavillion
85. 12 lipca 2009 – Waszyngton, USA – Nissan Pavillion
86. 15 lipca 2009 – Cincinnati, Ohio, USA – Riverbend Music Center
87. 17 lipca 2009 – Chicago, Illinois, USA – First Midwest Bank Amphitheatre
88. 18 lipca 2009 – Milwaukee, Wisconsin, USA – Marcus Amphitheatre
89. 20 lipca 2009 – St. Louis, Missouri, USA – Verizon Wireless Amphitheatre St. Louis
90. 21 lipca 2009 – Kansas City, Missouri, USA – Sprint Center
91. 23 lipca 2009 – Indianapolis, Indiana, USA – Verizon Wireless Music Center
92. 24 lipca 2009 – Detroit, Michigan, USA – DTE Energy Music Theatre
93. 7 sierpnia 2009 – Raleigh, Karolina Północna, USA – Time Warner Cable Music Pavillion
94. 8 sierpnia 2009 – Charlotte, Karolina Północna, USA – Verizon Wireless Amphitheatre Charlotte
95. 13 sierpnia 2009 – West Palm Beach, Floryda, USA – Cruzan Amphitheatre
96. 14 sierpnia 2009 – Tampa, Floryda, USA – Ford Amphitheatre
97. 15 sierpnia 2009 – Atlanta, Georgia, USA – Lakewood Amphitheatre
98. 18 sierpnia 2009 – Nowy Orlean, Luizjana, USA – New Orleans Arena
99. 19 sierpnia 2009 – Houston, Teksas, USA – Cynthia Woods Michelle Pavillion
100. 21 sierpnia 2009 – Dallas, Teksas, USA – The Dos Equis Pavillion
101. 22 sierpnia 2009 – Tulsa, Oklahoma, USA – BOK Center
102. 24 sierpnia 2009 – Denver, Kolorado, USA – Fiddler’s Green Amphitheatre
103. 25 sierpnia 2009 – Salt Lake City, Utah, USA – USANA Amphitheatre
104. 28 sierpnia 2009 – Albuquerque, Nowy Meksyk, USA – Journal Pavillion
105. 29 sierpnia 2009 – Phoenix, Arizona, USA – Cricket Wireless Pavilion
106. 30 sierpnia 2009 – Irvine, Kalifornia, USA – Verizon Wireless Amphitheatre
107. 2 września 2009 – Mountain View, Kalifornia, USA – Shoreline Amphitheatre
108. 3 września 2009 – Sacramento, Kalifornia, USA – Sleep Train Amphitheatre
109. 5 września 2009 – Paradise, Nevada, USA – MGM Grand Garden Arena
110. 6 września 2009 – San Bernardino, Kalifornia, USA – San Manuel Amphitheater
111. 9 września 2009 – San Diego, Kalifornia, USA – Cricket Wireless Amphitheatre
112. 11 września 2009 – Ridgefield, Waszyngton, USA – Clark County Amphitheater
113. 12 września 2009 – Auburn, Waszyngton, USA – White River Amphitheatre